# Moonlight Shadow
Moonlight Shadow ist ein Popsong des britischen Multiinstrumentalisten Mike Oldfield, den er 1983 mit Maggie Reilly als Sängerin veröffentlicht hat. Bei seinen späteren Live-Auftritten sangen das Lied auch Anita Hegerland, Helen Pepsi DeMacque und Miriam Stockley. Es handelt vom Abschiednehmen durch unerwarteten Tod.

## Entstehung und Veröffentlichung
1983 erhielt die irische New-Age-Musikerin Enya die Anfrage von Mike Oldfield, Moonlight Shadow zu singen, was sie ablehnte. Dann wurde die schottische Sängerin Maggie Reilly gefragt. Die Aufnahme mit ihr fanden von Februar bis April 1983 im MO's home studio in Denham statt.
Moonlight Shadow wurde am 6. Mai 1983 von Virgin Records als Single veröffentlicht. Auf der B-Seite befindet sich das Lied Rite of Man. Es handelt sich um die zweite Singleauskopplung des Studioalbums Crises nach dem Titel Mistake, der jedoch nur in Großbritannien, Skandinavien, Spanien und Portugal als Single veröffentlicht wurde und sich nur auf der nordamerikanischen Ausgabe des Albums befindet.

## Kommerzieller Erfolg
Moonlight Shadow platzierte sich in den Charts des Vereinigten Königreiches auf Rang 4. Im deutschen Sprachraum war es mit Platz eins in Österreich und in der Schweiz und Platz zwei in Deutschland noch erfolgreicher.

### Chartplatzierungen
| ChartsChartplatzierungen     | Höchstplatzierung | Wochen |
| ---------------------------- | ----------------- | ------ |
| Deutschland (GfK)            | 2 (31 Wo.)        | 31     |
| Österreich (Ö3)              | 1 (26 Wo.)        | 26     |
| Schweiz (IFPI)               | 1 (17 Wo.)        | 17     |
| Vereinigtes Königreich (OCC) | 4 (19 Wo.)        | 19     |

| ChartsJahrescharts (1983)    | Platzierung |
| ---------------------------- | ----------- |
| Deutschland (GfK)            | 3           |
| Österreich (Ö3)              | 1           |
| Schweiz (IFPI)               | 2           |
| Vereinigtes Königreich (OCC) | 29          |

### Auszeichnungen für Musikverkäufe
| Land/Region                  | Auszeichnungen für Musikverkäufe (Land/Region, Auszeichnung, Verkäufe) | Verkäufe |
| ---------------------------- | ---------------------------------------------------------------------- | -------- |
| Dänemark (IFPI)              | Gold                                                                   | 45.000   |
| Deutschland (BVMI)           | Gold                                                                   | 250.000  |
| Italien (FIMI)               | Gold                                                                   | 35.000   |
| Vereinigtes Königreich (BPI) | Silber                                                                 | 250.000  |
| Insgesamt                    | 1× Silber · 3× Gold ·                                                  | 580.000  |

In der Hörerhitparade Schlagerrallye hielt sich das Lied 74 Wochen lang und belegt Platz 1 in der ewigen Bestenliste.

## Coverversionen
Das Lied wurde wiederholt gecovert, zuerst in deutscher Sprache von Juliane Werding als Nacht voll Schatten, erschienen im Juli 1983 auf WEA/Mambo (24-9701-7). Michael Kunze schrieb den Text, Harald Steinhauer war Produzent. Diese Version erreichte Platz 13 in Deutschland und war im Herbst 1983 insgesamt 14 Wochen platziert. Auch erschien 1985 eine 7″-EP beim DDR-Label Amiga (5 56 123), die auch drei andere Stücke von Werding enthielt. Werding trat mit dem Song zweimal in der ZDF-Hitparade auf; sie wurde per TED-Abstimmung am 19. September 1983 auf Platz eins gewählt und durfte ihn daher in der Folgeausgabe am 17. Oktober erneut singen.
1986 folgte eine Version von den Shadows auf dem Album Moonlight Shadows. Die Coverversion von Groove Coverage aus dem Jahr 2002 konnte sich in den deutschen Charts auf Platz 3 platzieren, hielt sich für 19 Wochen in den Top 100 und erhielt für über 250.000 verkaufte Singles eine Goldene Schallplatte. Ebenso die Version der Italobrothers von 2007, die mit jenem Song ihren Durchbruch schafften. 2019 coverte die Sängerin Sotiria das Lied erneut in deutscher Sprache – in der Version von Juliane Werding. 2021 wurde von W&W und Groove Coverage eine Techno Version veröffentlicht, 2024 folgte dann eine weitere Techno Version von Venice Montana.